# すさみインターチェンジ
すさみインターチェンジ（すさみインターチェンジ）は、和歌山県西牟婁郡すさみ町にある紀勢自動車道のインターチェンジ（地域活性化インターチェンジ）である。
2012年（平成24年）4月20日に地域活性化インターチェンジとして設置されることが決定した。2015年8月30日開通。

## 道路
- E42 紀勢自動車道

## 接続する道路
- 和歌山県道38号すさみ古座線

## 歴史
当ICの設置が決定されるまで、すさみ町に設置されるインターチェンジは、同町の中心部から離れた同町江住のみで、日置川IC - すさみIC間は約15 kmと建設中の近畿自動車道紀勢線のインターチェンジ間の距離では最長であった。そこで同町は中心部にインターチェンジを設置するように要望し、これを踏まえ和歌山県が計画を作り、2012年（平成24年）4月4日に国土交通省に追加設置を申請した所、同年4月20日に設置が決定した。その名残から、当初は江住に設置されるインターチェンジが「すさみIC」、当ICが「すさみ西IC」とされていたが、正式名称は実情に合う様に、当ICが「すさみIC」、江住に設置されるインターチェンジは「すさみ南IC」と正式決定した。
- 2012年（平成24年）4月20日 : 地域活性化インターチェンジとして、国土交通省より連結が許可[2]。
- 2015年（平成27年）5月28日 : IC名称を、「すさみ西IC（仮称）」から「すさみIC」に正式決定[4]。
- 2015年（平成27年）8月30日 : 南紀白浜IC - すさみ南IC間 開通に伴い供用開始[3]。

## 周辺
- すさみ町役場
- 和歌山県立南紀高等学校周参見分校
- 周参見駅（JR西日本紀勢本線）
- 枯木灘

## 料金所
新直轄方式（無料区間）のため、料金所は設置されていない。

## 隣
E42 紀勢自動車道
(37)日置川IC - (38)すさみIC - (39)すさみ南IC